# 新型コロナウイルス感染症 (2019年)
- コヴィッド19
- コビッド19

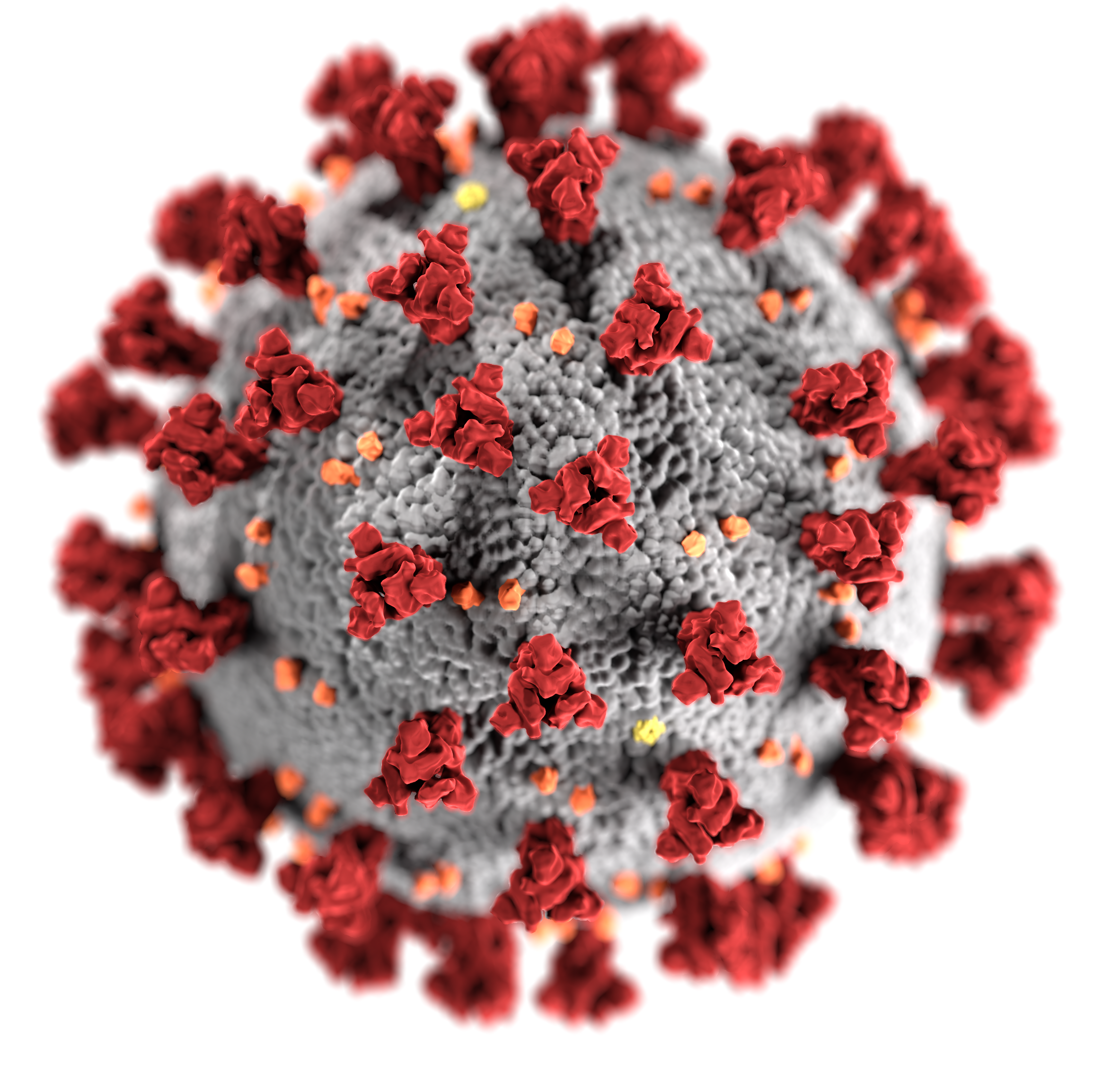
新型コロナウイルスの構造
赤色で示す突起はスパイクタンパク質。
灰色で示す被膜はエンベロープ。主成分は脂質で、アルコールや石鹸で破壊できる。
黄色で示す付着物はエンベロープタンパク質。
オレンジ色で示す付着物は膜タンパク質。

2019年に発生した新型コロナウイルス感染症（しんがたコロナウイルスかんせんしょう）は、COVID-19（コヴィッドナインティーン）の正式名称で呼ばれ、SARSコロナウイルス2がヒトに感染することによって発症する気道感染症（ウイルス性の広義の感冒の一種）である。2020年に入ってから世界中で感染が拡大し、2022年8月までに感染者数は累計6億人を超え、世界的流行（パンデミック）をもたらした。2023年5月5日、世界保健機関（WHO）は、ワクチン普及や治療法の確立によって新規感染者数や死者数が減少していることを踏まえ、2020年1月30日に宣言した「国際的に懸念される公衆衛生上の緊急事態（PHEIC）」を終了すると発表した。緊急事態宣言に法的強制力はないが、各国に対して防疫体制の強化などを勧告するものであり、緊急事態宣言が解除されたことで各国がウイルスへの警戒度を下げた上で対策を緩和することとなる。
無症状の感染者（無症候性キャリア含む）もいるが、発症した場合の症状は様々で軽症から重症まで多岐にわたる。一般的な症状には、頭痛、嗅覚や味覚の消失・鼻詰まり（鼻閉）及び鼻漏、咳、筋肉痛、咽頭痛、発熱、下痢、呼吸困難がある。多くの場合、無症状または風邪様症状を伴う軽症で自然治癒するが、重症では急性呼吸窮迫症候群や敗血症・多臓器不全を伴う。81%の患者は軽度から中等の症状（軽度の肺炎まで）であり、14%は重度の症状（呼吸困難、低酸素症、画像診断で肺の50%以上が冒される）となり、5%は致命的な症状（呼吸不全、ショック、多臓器不全）となる。ウイルスに感染した人の少なくとも3分の1は、どの時点でも目立った症状はない。
予後について、米国疾病予防管理センターは、COVID-19の生存者は軽症であっても、思考力や集中力を含む長期的な神経学的影響を受ける可能性があると指摘している。米国シカゴの大規模医療センターの医師によると、多くのCOVID-19の生存者に脳損傷が発生し、広範囲に及ぶ認知、行動、心理的問題を引き起こす可能性があるという証拠が増えている。後遺症が長い場合は1年以上続く感染経験者もいる。WHOが2021年10月に初めて公表した後遺症の定義は「ウイルス感染確認から3カ月以内に発症し、2カ月以上続き、他の病気では説明できない症状」としている（「#後遺症」で詳説）。
原因ウイルスは変異しており、感染力が強いSARSコロナウイルス2の変異株について、日本感染症学会は「別のウイルスと捉えて対応すべき」と提唱しているが、従来のCOVID-19ワクチンが、特にブースターショットを受けた人々にとって、重篤な症状、入院、および死亡の可能性を大幅に減らすことを示す証拠が得られている。
感染経路は飛沫感染やエアロゾル感染などであり、予防には、ウイルスを持っている可能性がある人との狭い空間での会話を避けることや衛生マスクが重要となる。オミクロン株はこれまでに出会った中で最も伝染性の高い変異株であるため、高品質でフィット感のあるKN95、KF94、およびN95マスクがこれまで以上に重要になっている。
日本においては、2020年時点では感染症法に基づいて強制入院などの措置を取ることができる指定感染症（2類感染症相当）に指定されたほか、新型インフルエンザ等対策特別措置法上も新型インフルエンザ等とみなされ、日本国政府が緊急事態宣言を発令できるようになっていたが、2023年1月27日の新型コロナウイルス感染症対策本部において感染症法上の位置付けの変更が正式に決定され、同年5月8日に2類感染症相当から季節性インフルエンザと同等の5類感染症に引き下げられた。
2019年12月に中華人民共和国湖北省武漢市で初めて検出された新興感染症で、一般に武漢市から世界各地に感染が拡大（パンデミック）したと考えられているが、バルセロナ大学（スペイン）の発表によると2019年3月に採取した廃水から新型コロナウイルスが検出されている。イタリアの国立がん研究所の研究によると2019年9月に採取した同国での肺がん検査受診者の血液中から新型コロナウイルスの抗体が検出されており、武漢市で報告される前から、世界中にウイルスが広まっていた可能性が、2020年3月時点で指摘されている。

## 名称
2020年1月9日、世界保健機関 (World Health Organization; WHO) は中華人民共和国湖北省武漢市における肺炎の集団発生が新型コロナウイルス（原文では “novel (or new) coronavirus”）によるものであるとする声明を出した。この時点では、同声明を翻訳した日本の厚生労働省検疫所は「新しいコロナウイルス」や「武漢肺炎」（原文では “pneumonia in Wuhan”）と訳している。
同年2月1日、「新型コロナウイルス感染症を指定感染症として定める等の政令」の施行により、法令において「新型コロナウイルス感染症」と定められた。厚生労働省や日本感染症学会もこれに準じている。
同年2月11日、WHOがCOVID-19（コヴィッド ナインティーンまたはコビッド ナインティーン）と命名した。COVIDは “coronavirus disease”（コロナウイルス疾患）の略称で、19は最初にウイルスが発見された2019年を表している。英語では “coronavirus disease 2019” または単に “coronavirus disease” とも表記される。日本においては「新型コロナウイルス感染症 (COVID-19)」と併記される場合もある。
WHOは、ヒトに感染する新たな感染症やウイルスの名称に、地域名・人名・動物名・食品名、特定の文化や産業名を含めないと規定しており、この命名について、固有の地名や国名などと関連付けることで起こる特定の集団へのスティグマを防止するよう考慮したと説明した。
中華民国（台湾）の衛生福利部疾病管制署では、COVID-19を法令公式名称においては「厳重特殊伝染性肺炎」と定めたが、簡称として「武漢肺炎」の呼称を公的文書で使用している。また、香港や韓国、日本などの一部報道においても「武漢肺炎」の表記が用いられている。

## 病理
SARSコロナウイルス2に感染することによって発症する。

### 感染経路

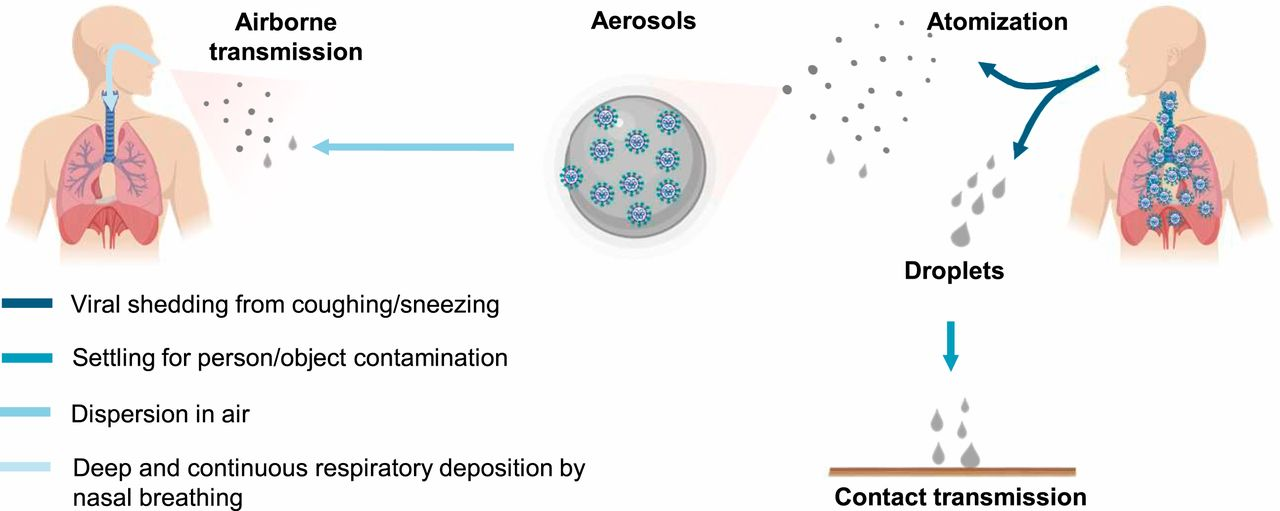
COVID-19の感染経路

感染経路としては、ウイルスが付着した手で鼻や目や口を触ることによる接触感染と、咳やくしゃみによる飛沫感染がある。重い飛沫は数秒間、2メートル程度を飛んで床や地面に落下することが多く、米国ガイドラインでは感染者から6フィート（約182センチメートル）範囲での暴露で飛沫感染が起こるとしている。
空気感染は、特に屋内のハイリスク環境であった場合に起こりえるとされ、米国ガイドラインでは感染者と共に換気の悪い部屋に15分以上滞在すると空気感染が起こりえるとしている。レストラン、ナイトクラブ、ジム、オフィス、宗教施設、合唱団など、混雑している場所や換気が少ない場合にリスクが高い。

### 宿主細胞受容体
SARSコロナウイルス2は、SARSコロナウイルスと同じく宿主細胞のアンジオテンシン変換酵素II（ACE2）受容体に結合して感染するとみられている。ヒトACE2受容体とSARSコロナウイルス2のスパイクタンパク質の受容体結合ドメインとが、相互作用する様子をシミュレーションした動画が公開されている。ACE2受容体は気管支、肺、心臓、腎臓、消化器などに発現している。ACE2受容体はHuman Protein Atlasによれば腎臓や腸に、また中国での研究によれば舌の上皮細胞に多く発現している。
通常、ACE2受容体は刺激されるとアンジオテンシンIIを分解することで血圧上昇のためのレニン・アンジオテンシン系 (RA系) を阻害するが、このRA系阻害作用は臓器の保護に重要な可能性がある。SARSコロナウイルスではマウスでの動物実験においてACE2受容体の発現を減少させるとされ、新型コロナウイルス感染症の患者の血漿においてもアンジオテンシンIIが高いレベルにあるという情報がある。そのため、新型コロナウイルス感染症の治療においてRA系の阻害が提案されている。

## 症状と徴候
主な症状と徴候は流行株により異なる。流行初期の2020年2月時点では、高熱や乾いた咳が半数以上の症状として報告されたが、オミクロン株流行期の2022年から2024年には、鼻水・くしゃみ、咳、脱力・だるさ、咽頭痛、頭痛が半数以上の症状として報告されている。顕著な合併症は肺炎である。入院患者では呼吸困難や胸の圧迫感も多い。また、入院時のバイタルサインは比較的安定している。
ウイルス性の疾患である、本感染症の場合には、大量の治療薬投与に伴う、ヒト免疫の低下要因による二次的な細菌性肺炎の併発、基礎疾患の重症化、嗅覚喪失および味覚消失による栄養管理が不十分による体力の低下に伴う重症化が懸念されており、早期の発見、早期の治療開始が必要とされている。そのため、中華民国（台湾）やオーストラリアなどでは、接触感染アプリケーションなどを駆使して、陽性者との「接触データ」および「追跡データ」を用いて、検査要請などを直接国民に依頼できる仕組みを構築している。また、一時期、世界で一番抑え込みに成功したとされていたニュージーランドでは、予防対策が不十分な場合において、公益者通報制度を用いて報告できる仕組みを構築した。しかし、2021年10月、感染増に対応することが困難となり、それまでのゼロコロナ戦略を断念した。
当ウイルスに感染していても病気の症状が現れない不顕性感染者がおり、無症状病原体保有者と言う。無症状病原体保有者は、その保有する当ウイルスを他者に感染させる可能性がある。

### 潜伏期間
潜伏期間は 1日 - 14日間とされ、世界保健機関は平均値を 5日 - 6日、アメリカ疾病予防管理センター (CDC) は中央値を 4日 - 5日としている。
ある感染者の発症（1次症例）から2次感染者の発症（2次症例）までの発症間隔は 3.5日 - 5.9日と見られており、潜伏期間に感染能力を持つ可能性が指摘されている。

### 初期症状
症状は特異的ではなく、症状のないもの（無症候性）から重症の肺炎、死亡まで幅広い。WHOの進藤奈邦子シニアアドバイザーは、この病気は下気道に親和性が強く、排ウイルスのピークは発症日から3日 - 4日後くらいと報告している。
初期症状はインフルエンザや普通感冒に似ており、発症早期の段階では鑑別が困難である。感染から潜伏期間を経た後に、微熱発熱や呼吸器症状、倦怠感が約1週間続く。2020年1月25日時点での中国では、初期症状は、肺炎に特有の発熱や咳だけとは限らず、下痢や吐き気、頭痛や全身のだるさなど、消化器系や神経系の症状がある場合もあり、早期の診断を難しくしていると伝えられた。また、特に発症早期の場合は発熱が必ずしも現れるわけではないため、発熱検知装置だけでは検出できない可能性がある。

### 進行症状
発症後およそ7日後からは宿主免疫による炎症反応が症状の中心であり、そのためこの時期は炎症コントロールが重要である。
原因については解明が待たれているが、二次的な細菌性肺炎も存在し、感染後1週間から2週間以内に発症した肺炎はウイルス性のものが多いと見られている。急性進行および他疾患併発によると考えられているが、重症化すると急性呼吸窮迫症候群 (ARDS) や急性肺障害 (ALI) などを起こし、体外式膜型人工肺 (ECMO) 適応となる場合もある。

### 神経学的症状

#### 嗅覚障害
2020年6月のシステマティック・レビューでは、嗅覚障害の有病率は29%から54%であった。一方で、米国ペンシルベニア大学Smell Identification Test法による2020年8月の研究では、患者の96%に何らかの嗅覚障害があり、18%では完全に喪失していた 。別の2020年6月のシステマティックレビューでは、嗅覚減退症の有病率は4%から55%と報告された。2020年7月の欧州CDCの報告では、嗅覚喪失の有病率は約70%としている。

#### 味覚障害
一部の人はCOVID-19により、一時的に食物の味の変化（味覚障害または味覚消失）を経験する。ケメセシスの変化も報告されており、辛味などの化学的に引き起こされた感覚も失われることがある。2021年1月の時点では、味覚およびケメセシスについての症状のメカニズムは解明されていない。
2020年6月のシステマティック・レビューでは、味覚障害の有病率は24%から54%であった。別の2020年の6月のシステマティック・レビューでは、味覚減退の有病率は1%から8%と報告された。2020年7月の欧州CDC報告では、味覚障害の有病率は約54%としている。
嗅覚や味覚の攪乱は、若年層の患者に多数確認され、おそらくこれが原因で合併症のリスクが低くなっている。

## 診断
他のコロナウイルス科ウイルス感染症（SARS、MERSなど）との鑑別は外観所見上からは難しい。発熱せずに死亡した患者もいるので、発熱検知装置だけで検出できない可能性もある。
X線撮影や肺コンピュータ断層撮影を用いた画像検査による鑑別が可能な場合がある。病変は中国の81症例中、無症候の時期は、片側性やmultifocal（多発斑状）、すりガラス状陰影が優位であり、発症後1週間以内では両側性やすりガラス状陰影が卓越、びまん性が優位となる。発症後1週間を越えるとコンソリデーションや混在病変が優位となる。病変は末梢に分布しやすく、リング状陰影（reversed halo sign）は特徴的である。胸水やリンパ節腫脹は少ない。
免疫抑制下では易感染でありニューモシスチス肺炎との鑑別が重要である。

### 検査
COVID-19の臨床検査には、核酸増幅検査 (NAAT) によりウイルスの存在を検出する方法と、抗体を検出する方法のいずれかが推奨されている。NAATの一つにPCR検査法、LAMP法があり、日本ではSARSコロナウイルス2の遺伝子領域から、オープンリーディングフレーム (ORF) 1aとスパイクタンパク質を検出する2-step RT-PCR 法（2ステップ逆転写ポリメラーゼ連鎖反応法）またはリアルタイム one-step RT-PCR 法（TaqMan プローブ法）が使用される。これらの検査は臨床検査技師が行なっている。
抗原検査も使われるが、PCR検査よりも感度が低く、高い特異性を持っている。米国ガイドラインは、抗原検査のみを根拠に確定診断することに反対している（エビデンスAIII）。感染が強く疑われる人が抗体陰性であった場合、および無症候の人が抗体陽性であった場合には、追加でNAATを行うことを推奨している。
その他に補助的な検査として、血液検査または胸部X線撮影やコンピュータ断層撮影を用いた画像検査を行う。

## 管理
ここではガイドラインで勧告された療法のみを掲載する。治験中のものはCOVID-19に対する薬剤研究およびCOVID-19に対する薬剤転用研究を参照
いくつかの実験的治療法が臨床試験で活発に研究されているが、COVID-19に対する特定の効果的な治療法は存在しない。多くの研究がなされているが、いまだに早期治療を推奨するのに十分な質の高い証拠は存在しない。
そのためマネジメントは対症療法、輸液療法、酸素投与、体位管理などであり、必要に応じて臓器を守るために医薬品や医療機器を使用する。ヒドロキシクロロキンやロピナビル・リトナビルなどは、パンデミックの初期には有望であると考えられていたが、その後の研究では効果がなく、有害でさえあることが分かってきた 。
COVID-19のほとんどは軽症であり、その場合の支持療法には、症状（発熱、体の痛み、咳）緩和のためのパラセタモールまたはNSAIDなどの薬物療法、水分の適切な摂取、休息、および鼻呼吸などがある。適切な衛生管理と健康的な食事も推奨される。より重症の場合は、病院での治療が必要になりうる。重症患者にはデキサメタゾンが強く推奨され、死亡リスクを減少させることができる。 呼吸補助が必要な場合、非侵襲的換気、最終的には人工呼吸器を付けて集中治療室での治療となることもある。体外式膜型人工肺は呼吸不全の問題に対処するために使用されることもあるが、その利益はまだ検討中である。
日本感染症学会は、重症化リスクのない軽症患者では薬物治療を推奨しないとしている。臨床進行のリスクが高い軽度から中等度の外来患者に対しては薬物治療を検討し、米国ガイドラインでは以下いずれかの療法を推奨している。
- バムラニビマブ700mg および エテセビマブ1,400mg (AIIa) のカクテル療法[111]
- カシリビマブ1,200mg および イムデビマブ1,200mg (AIIa) のカクテル療法[111]

なおバムラニビマブの単剤使用の承認は取り消されている。

### 禁忌薬
禁忌薬に指定された薬品は存在しないが、科学的な検証が不十分である。
2020年3月17日、WHOの報道官は、本ウイルス感染の疑いがある場合、医師の助言なしに抗炎症薬イブプロフェンを服用しないよう注意を促した。抗炎症作用の少ないアセトアミノフェンの服用が望ましいとしていたが、3月20日に「通常の副作用以外に、症状を悪化させるという報告はなかった」ことから「控えることを求める勧告はしない」とし、先の発表を事実上撤回した。そのため、3月20日時点において禁忌薬に指定された薬品は存在しない。ただし、ロキソニンなどの非ステロイド性抗炎症薬（NSAIDS）はサイトカインストームを起こし肺炎の可能性を上げるリスクが肯定も否定もされていない状況にあるため、可能ならば使わないほうが無難といえる。一般的な副作用を防ぐという観点も含め、解熱剤としての第一選択はアセトアミノフェンと考えるのが現時点では妥当である。

### 治療薬
日本で認可されている治療薬は以下である。
抗ウイルス薬
- レムデシビル - 抗ウイルス薬レムデシビルは、アメリカ食品医薬品局（FDA）によって承認されている唯一の薬剤である[111] 。日本では特例承認制度により、2020年5月7日に正式に新型コロナウイルスへの治療薬として承認された[3]。 しかし人工呼吸器を付けた患者には推奨されず、WHOも有効性の根拠が限られるとして推奨していない[126][108][98]。
- モルヌピラビル - 経口抗ウイルス薬で、2021年12月24日、厚生労働省により特例承認（商品名：ラゲブリオ）。流通量確保のため、当初は厚生労働省が一括購入し、登録した医療機関等に配分されていた[127]が、その後、2022年8月18日に保険適用となり薬価収載となる[128][98]。
- ニルマトレルビル・リトナビル - 経口抗ウイルス薬で、2022年2月10日、厚生労働省により特例承認（商品名：パキロビッドパック）。流通量確保のため、当面は厚生労働省が一括購入し、登録した医療機関等に配分される[129]。WHOは2022年4月に高齢者、免疫不全者への使用を強く推奨する見解を出しているが、抗てんかん薬など約40種類の併用禁忌があるなどの課題があり、日本での処方は伸び悩んでいる[130][98]。2023年3月15日に保険適用となり薬価収載となる[131][132]。
- エンシトレルビル - 塩野義製薬が北海道大学と共同開発した日本国内メーカー製初の新型コロナウイルス感染症治療薬。経口抗ウイルス薬であり、薬機法に基づく医薬品条件付早期承認制度を適用申請し、2022年11月22日、厚生労働省により緊急承認（商品名：ゾコーバ）。12歳以上の中・軽症者への使用が想定されており、塩野義と厚生労働省との間で100万人分を購入する契約を締結しており、同年12月初頭頃より医療機関などへ供給される見込みとされていたが、流通へ向けての準備が想定より早く体制が整ったため、11月28日より供給開始となった。ただし、動物実験で胎児への催奇形性の可能性が確認されているため、妊娠中または妊娠の可能性がある場合は禁忌となるほか、一部の高血圧治療薬など36種類の併用禁忌がある[133][134][135]。2023年3月15日に保険適用となり薬価収載となる[131]。

抗体中和薬
- ロナプリーブ（抗体カクテル） - カシリビマブ（遺伝子組換え）およびイムデビマブ（遺伝子組換え）[98]
- ゼビュディ（ソトロビマブ〈遺伝子組換え〉）[98]
- エバシェルド - チキサゲビマブ（遺伝子組換え）およびシルガビマブ（遺伝子組換え）。イギリス・アストラゼネカが開発した2種類の抗体薬を筋肉注射により投与する治療薬。2022年8月30日、厚生労働省により特例承認（商品名：エバシェルド筋注セット）[98]

免疫調整薬
- デキサメタゾン - ステロイド系抗炎症薬デキサメタゾンは、米国のガイドラインでは人工呼吸器を要する患者に推奨される[111]。入院や酸素吸入を要しない軽中度の患者には推奨されない[136]。日本のガイドラインでも承認されている[3][98]。
- バリシチニブ - 2021年4月23日、厚生労働省は、新型コロナウイルス (SARS-CoV-2) による肺炎に対する治療薬としての適応追加を承認した[137]。

その他
- ヘパリン[125]

## 予防
感染管理が主な予防となる。予防に適した薬剤は存在せず、米国ガイドラインでは臨床試験ではない限り、予防目的で薬剤を服用することのないよう勧告している。ウイルス暴露後であっても同様である。英国政府のガイドラインでは、全ての医療施設において、医療従事者と患者（障害とならないのであれば）はマスクを使用する必要があり、さらに社会的距離と手指衛生も必要であるとされている。

### ワクチン
COVID-19ワクチンの接種は、免疫を与え、発症や重症化を予防する。また家庭内感染の少なさや、後遺症の少なさとの関連が報告されている。
起源株対応mRNAワクチンの2回接種による発症予防効果は、大規模なプラセボ対照試験およびデルタ株流行前の実社会の両方において90%から95%、デルタ株流行後の実社会で約87%程度と報告されている。ただしワクチンの効果は数か月で減衰し、免疫回避性の高いオミクロン株流行後の実社会では、2回接種25週以降での発症予防効果は8.8%から14.9%程度と大幅に低下し、発症予防7割前後といった高い有効性の維持には追加接種が必要とされる。オミクロン株の登場後、同系統の変異株に対してより高い効果を持つ対応ワクチンも導入されているが、新たな変異株の登場や株の混在もあり、実社会での有効性の数値は報告により様々である。
ワクチン投与は感染や発症の抑制に対して非常に大きく貢献するが、ワクチンの種類によっては、投与後の副作用、基礎疾患の悪化、血栓症の発症、変異株への対応の弱さなどが指摘されている。COVID-19ワクチンの有効性は、COVID-19の発症を指標としたものであり、感染を指標としたものではない。そのため感染しても発症しない不顕性感染が起き、無症状病原体保有者として感染源になる可能性はあると考えられる。したがって、ワクチン接種後も集団免疫によって感染者数が大幅に減るまでは、通常の予防方法（手洗い、防護具の着用、社会的距離の保持）などを併用する必要がある。
ワクチン接種を受けた人は、限られた公共スペースを訪れたり、COVID-19のコミュニティ感染のある地域で公共交通機関を利用したりするときは、マスクを着用し続ける必要がある。ワクチンは重篤な病気や死を防ぐのに非常に効果的ではあるが、ワクチン接種を受けた人であってもまだ感染して感染を伝播する可能性がある。マスクを着用すると、これが発生するリスクが減少する。

### マスク
マスクは、完全にワクチン接種された人を含め、着用者に追加の保護を提供する。CDCは2021年7月、ワクチン接種済みの人を含む全員に、ウイルスの感染が多い地域の公共の屋内場所でマスクを着用するように勧告した。COVID-19の症例数が増加している場所では、専門家は、マスクのガイドラインやその他の標準的な予防策に従えば、数多の命を救い、パンデミックを制御する可能性を大幅に高めることができると推定している。さらに、マスクの着用、調整、取り外しの前に手指消毒剤を使用する必要がある。

### 個人用防護具
1. 保護衣（ガウンやエプロン）を着用
2. マスク（N95マスクやサージカルマスク）を着用
3. ゴーグルやフェイスシールドを着用
4. 手袋やグローブを着用

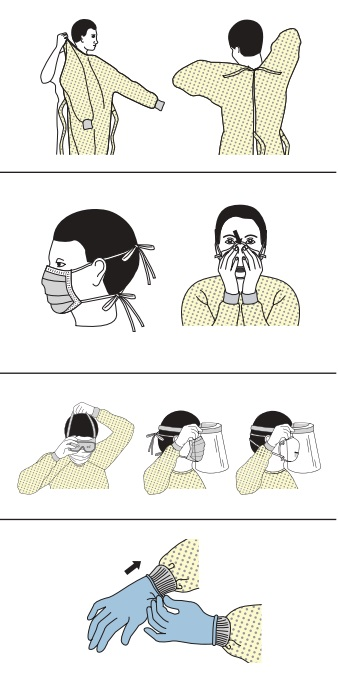
個人用防護具この他、帽子（キャップ）・シューカバーなど。

医療機関では、飛沫感染や接触感染を防ぐための装備として個人用防護具 (personal protective equipment, PPE) が各種ある。保護衣（ガウンやエプロン）、マスク（N95マスクやサージカルマスク）、ゴーグル、フェイスシールド、帽子（キャップ）、シューカバー、無菌手袋などである。これらはメーカーや勧告においての指示がない限り、一回のみで使い捨てる必要がある。感染リスクのある場合は、適切な廃棄が求められる。
手袋
イングランド公衆衛生庁では、口や目などの粘膜部や体液への接触などの感染しやすい行動以外では手袋は必要ないとしている。医療用手袋は、一度使ったら使い捨てにすることとなっており、多くの国で個人用防護具が逼迫したことから、イギリスや日本では使い捨て手袋を使用しなくてもよい状況では使用せず、非滅菌手袋で代用できる状況では優先して非滅菌手袋を使うこととしている。
CDCは、手袋より、こまめに手洗いと消毒を行い、ウイルスの付いている手で顔などに触れないよう呼び掛けている。

### 手洗い
WHOは石鹸と水で頻繁に手洗いをすることを推奨しており、少なくとも20秒間をかけ、特にトイレに行った後、手が目に見えて汚れているとき、食事をする前、鼻をかんだ後には必要となる。咳やくしゃみをした後には、徹底的な手洗いが必要である 。店を出る前には手指消毒剤を使用し、家に帰ったらすぐに手洗いをして、頻繁に触れる物体や表面を定期的に清掃することが推奨される。
CDCは石鹸と水がすぐに使用できない場合に限って、アルコール手指消毒剤（濃度60%以上）を使用することを推奨している。手指消毒剤が入手困難な地域では、WHOは現地生産可能なエタノールまたはイソプロパノールの消毒剤を推奨している。過酸化水素はアルコールに混入する細菌胞子の除去のために添付されているものであり、手の無菌操作のための物質ではない。

### 換気
感染源となりうる飛沫やエアロゾルが屋内に滞留することを防ぐため、専門家は換気の徹底を推奨している。HEPAフィルターを搭載した空気清浄機や携帯用空気清浄機を使用することができる。飛行機は換気設備が整っているため、ほとんどの人が飛行機でコロナに感染することはない。
集中治療室（ICU）患者においては、可能であればエアロゾルが発生する手技は陰圧室にて行うことが推奨される。

### 自己隔離
COVID-19と診断された人や感染が疑われる人には、自宅での自己隔離が推奨されている。各国の保健機関は、適切な自己隔離を行うための詳細な指示を出している 。多くの政府は、全人口に対して自己隔離を義務付けまたは推奨している。リスクの高いグループの人々に対しては、最大限の自己隔離指示が出されている。

### 社会的距離 （ソーシャルディスタンス）
社会的距離（物理的距離）とは、個人間の密接な接触を最小限に抑えることによって、病気の蔓延を遅らせることを目的とした感染管理行動である。現在、多くの政府が、発生の影響を受けた地域において、社会的距離の拡大を義務付けまたは推奨している。
世界各国で感染拡大を抑えるために外出を制限する都市封鎖（ロックダウン）政策が取られた。

友達や家族には屋外で会うことが推奨される。コロナウイルスは、感染者が咳やくしゃみを介して放出するウイルスを吸い込んだり、会話したり呼吸したりすると拡散することがわかっている。また、大規模な集まりは避けることが推奨される。研究によると、限られた実験室の設定では、ウイルス粒子を含む液滴が8〜14分間浮いたままになる可能性がある。エアロゾルと呼ばれる小さな感染性ウイルス粒子は、空気中をさらに長時間漂う可能性がある。これにより、屋内レストランでの食事禁止や人混みを避けるなど、感染症に対する様々な予防措置をとることができる。地域のCOVIDリスクレベルに応じて、採用したり、廃棄したりすることができる。

### 食生活
ハーバード大学附属病院で、約59万人を対象におこなった2020年の研究で、果物、野菜、豆類を最も多く食べた人は、果物と野菜を最も少なく食べた人と比較して、重度のCOVID-19を発症するリスクが41%低かった。研究者たちはまた、COVID-19と貧しい食生活や社会経済的との関連性も見出している。ただし、これは観察研究であり、決定的な証明にはなっていないため、この病気の予防にはワクチン接種と屋内でのマスク着用が最も重要なアプローチであるとも指摘されている。別の2022年の研究でも、菜食者はそれ以外と比較して、新型コロナウィルスの感染率が39%低かった。

### 免疫力向上
COVID-19の原因となるコロナウイルスなど、有害な侵入者が体内に侵入すると、免疫システムは攻撃を行う。この攻撃は、免疫反応と呼ばれ、様々な細胞が関与し、時間をかけて展開される一連の事象である。ハーバード大学医学大学院の一般向け健康情報サイトによれば、一般的な健康ガイドラインに従うことは、免疫システムを強く健康に保つための最良の方策である。免疫系を含む体のあらゆる部位の機能は、環境からのコロナウイルス攻撃から守り、以下のような健康的な生活戦略によって強化される。
- タバコは吸わない。
- 食事から必要な栄養素を摂取できていないと思われる場合は、マルチビタミンを摂取する。ビタミンC、ビタミンD、亜鉛、メラトニンは、コロナの予防と治療に有効とのエビデンスはないが、一般論として欠乏症の人にとっては有用な可能性がある[167]。
- 定期的に運動する。
- 健康的な体重を維持する。
- ストレスレベルをコントロールする。
- 血圧をコントロールする。
- アルコールを飲む場合は、適量を守る（男性は1日1～2杯まで、女性は1日1杯まで）。
- 十分な睡眠をとる。

## 予後

中国で診断されたCOVID-19症例の重症度。81%は軽度であった。

COVID-19の重症度は様々である。この疾患は軽度の経過をたどることがあり、その場合は殆どまたは全く症状がなく、風邪のような一般的な上気道感染症疾患に似ている。しかし3 - 4%（65歳以上では7.4%）のケースでは、入院が必要なほど重症になりえる。軽症の場合は通常2週間以内に回復するが、重症または致命的な場合は回復までに3 - 6週間を要しえる。イタリア国家衛生院によれば、症状が出てから死亡するまでの期間の中央値は12日であり、7日間入院していたと報告している。ICU搬送のケースでは、入院から死亡までの期間の中央値が10日であった。 
いくつかの初期の研究は、COVID-19を持つ人々の10 - 20%が1か月以上続く後遺症 (Long COVID) を経験することを示唆している。
2024年に、スウェーデン・デンマーク・ノルウェイの北欧三か国の国民健康レジストリ（National Health Registries）の解析により、妊娠前期に妊婦がCovid-19に感染しても、新生児に対する催奇形性はなかったと報告された。妊娠前期の妊婦に対してCovid-19のワクチンを接種しても、新生児に対する催奇形性はなかったとしている
。

### 脳損傷
予後について米国シカゴの医師は、COVID-19患者の40%以上が最初に神経学的症状を示し、30%以上が認知障害を持っていることを発見した。COVID-19の生存者に、長期的な神経学的影響があるかもしれないことを示唆している。COVID-19の多くの生存者に脳損傷が発生し、広範囲に及ぶ認知、行動、心理的問題を引き起こす可能性があるという証拠が増えている。

### 後遺症
COVID-19の後遺症（長期後遺症は「Long COVID」とも呼ばれる）として、陰性確認後も様々な自覚症状が残遺するケースが報告されている。メタアナリシスによれば一般的な症状は、倦怠感（58%）、頭痛（44%）、注意欠陥（27%）、脱毛（25%）、呼吸困難（24%）であった。研究では、COVID-19から回復した人の50%以上が、3か月後も何らかの症状に悩まされ続けていることがわかった。日本では、国立国際医療研究センターが2020年2 - 6月に同センターを退院した患者63人を追跡調査したところ、発症2カ月後で48%、4カ月後で27%に何らかの後遺症があった。ある調査では、COVID-19陽性となってから14 - 21日で仕事に復帰できなかった人の割合は35%とされた。中国の首都医科大学などによる『ランセット』への報告では、同国武漢の病院を2020年1 - 5月に退院した約1,500人のうち49%は発症1年後でも何らかの症状を抱えていた。
罹患による重度の炎症反応、血栓性微小血管症、静脈血栓塞栓症、それらに伴う酸素欠乏よる後遺症として、肺や心臓、脳、腎臓、血管系など多くの臓器や器官系に長期的な損傷が引き起こされる場合があると考えられている。後遺症のメカニズム全体は研究途上にあるが、後遺症患者の腸からウイルスの遺伝物質などが検出されていることから体内に残存したウイルスによるという仮説のほか、感染により形成された抗体が人体を攻撃してしまう自己免疫疾患に似ているという仮説がある。
治療法は未確立で、日本では専門外来を設置する病院もあるが、学業や仕事に支障が出るほどの後遺症が長く続き、休職・退職に追い込まれる人もいる。
COVID-19ワクチンを2回接種後のいわゆるブレークスルー感染であれば、後遺症の発生自体や自覚症状を感じる期間を抑えられる可能性が示唆されている。

### 回復後のウイルス陽転化現象
中国武漢の病院で、PCR検査により診断されたCOVID-19患者に対して、PCRと血液、血清の診断の詳細を調査する研究があった。39例中15例が、治療後も腸管や血液にウイルスを有していた。また、同病院の16例の研究で、0日目に口腔サンプルが陰性でも、5日目に肛門で採取されたサンプルが陽性化したのが4例あり、また血清検査では、治療の直後に陰性であるが治療の5日後に検査すると、陽転化する者が多かった。
一方、PCR検査で陽性反応が出て入院し、その後の検査で陰性となり症状も落ち着いたため退院したが、最初の発症から2週間以上経過して、再びPCR検査で陽性となったケースも出てきており、潜伏していたウイルスの再活性化か、変異ウイルスの再感染の可能性が指摘されている。
その後、ワクチンの治験等による研究によって、PCR検査だけでは方法や精度に問題があり、他の検出方法も併用しないと再陽性となる場合があること、スクリーニングによっては陰性となる場合や陽性となる場合、つまり疑陽性となる場合が存在することが明らかになっている。逆に言えば、疑陰性となる場合もあり、このことが再陽性化を生じていると考えられている。変異株による再感染については、管理された環境である病院内での感染はありえず、市中内での感染と考えられている。

### COVID Toe（COVIDのつま先）
指などにしもやけ（凍瘡）のような、赤紫色に変色し、かゆみを伴う症状がみられる。これらの症状は治療しなくても2、3週間程度で回復する。これはI型インターフェロンというサイトカインが体の細胞も攻撃してしまうため、また毛細血管の細胞などが関係して起きる症状である。

## 致死率・重症化率
初期の報告では重症化率が32%、死亡率が15%と高いものであったが、症例の集積に伴い、現在では重症化率・死亡率ともにそれより低いことが判明している。WHOからの報告では軽症から中等症例が約80%、重症例が13.8%、重篤例が6.1%とされている。死者の多くは、高血圧・糖尿病・免疫系を損なう心血管疾患など、他の疾患を併せ持っていた。また、免疫系の過剰反応であるサイトカインストームによる重篤化するケースもある。死亡に至った初期症例によると、疾病の判明から死亡までの中央値は14日であり、6日から41日までの幅があった。
致死率は、2020年12月のシステマティック・レビューとメタアナリシスによれば、フランス・オランダ・ニュージーランド・ポルトガルなどでは0.5 - 1%、オーストラリア・イングランド・リトアニア・スペインでは1 - 2%、イタリアでは2%以上であった。 さらにこの研究では、致死率の違いは、集団の年齢構成および年齢別の感染率に起因することが発見されている。致死率についてのメタ回帰推定値は、子供と若い成人では非常に低い（10歳では0.002%、25歳では0.01%）が、55歳では0.4%、65歳では1.4%、 75歳、85歳では15%となり、これらの結果は、WHOが発行した2020年12月のレポートにおいても強調された。

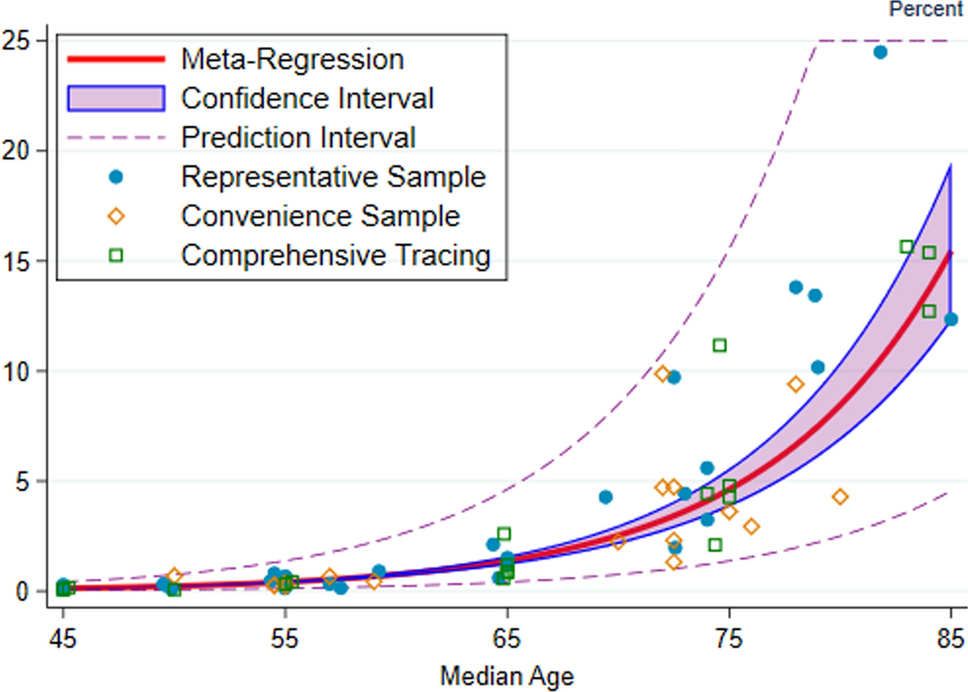
赤い線が年齢別の致死率。紫の背景は信頼度95%区間である[196]。
対数スケールで表現された年齢別の致死率

### 重症化リスクの差
原因ウイルスに感染して重症化するかどうかは、個人差が大きい。日本の厚生労働省が作成した『診療の手引き』や慶応義塾大学など日米両国での研究では、年齢、ABO式血液型や人種などに関連する遺伝子、慢性閉塞性肺疾患（COPD）、がん、2型糖尿病、高血圧といった持病、肥満、喫煙などの生活習慣、医療へのアクセス（居住地域や所得、医療保険の種類）が影響を与えている。
新型コロナウイルスの重症化に関してO型は他の血液型に比べて保護的に作用している傾向にあることが報告されている。

## 動物への感染
- 人間に感染した後、数十種の動物に感染や試験が行われた[201][202][203]。
- 研究室の研究では、フェレット・猫・ゴールデンハムスターは感染後に同種で感染を広める可能性があるが、犬は感染後に他の犬種への感染は確認されていない。豚・鶏・アヒルでの感染はない[201]。ネズミは当初、感染がないとされていたが[201]、変異によっては感染することが確認された[204]。
- ペットの犬や猫は、飼い主などの人間から感染する。犬同士は感染しないが、猫同士は感染しあい、幼猫（ようみょう）は特に脆弱で死亡のリスクがある。感染した猫は、鼻や気管でウイルスが増殖し、肺では増殖が見られなかったが、肺において4週間が経過後も無症候で炎症が残った[205]。
- ライオンやトラなどが米国ニューヨーク市内の動物園で感染した。乾いた咳、喘鳴、食欲不振などの症状を示したが、数日後に回復した。
- ゴリラ2頭が感染したと発表され、2021年1月に、米国カリフォルニア州のサンディエゴ動物園において確認された。大型類人猿への感染は初めてであり、無症状のスタッフからの感染が指摘されている。鼻詰まりや咳の症状が確認された[206]。
- 2020年4月から2021年1月の間に米国アイオワ州で道路で轢かれたりハンターが仕留めた野生のシカを調べたところ、約80%が感染していることが確認された[207]。
- ミンクの感染がオランダ・デンマーク・スペイン・アメリカなどにある皮革工場で確認された。感染したミンクは劇的に症状が悪化し、早ければ翌日には死亡する。これにより約1万匹が死亡している。

### 動物から人間への感染
- SARS-CoV-2はコウモリ由来のコロナウイルスと考えられている[203]。
- ミンク、ハムスター、鹿、ネコからヒトへの感染が確認されている[208]。
- ネコのクシャミによってフェイスシールドや眼鏡などの目の粘膜を保護する保護器具を付けていなかった獣医師が感染した事例が報告されている[208]。
- ミンクから人間へ感染したという事例が発生している。この人間へ再感染した中に変異株 Cluster 5が報告されている。この変異株は、人間がコロナウイルスに対して持っていた抗体と反応し難く開発中のコロナウイルス対策ワクチンでは効果が薄い可能性が示唆されていた（Cluster 5は全滅しており、流行は起きないと考えられている）。
- 通常飼育している環境下では、ペットなどの動物から人間への感染は、ほぼ起きないと考えられている。その理由として、ペットの保有してるウイルスの量や人間への感染経路が無いからだとされている。その一方、大量に飼育しているミンクの農場で人間への感染が報告されていることから多頭飼いなどの条件によっては人間への感染も考えられる[209]。

## 研究事例

### 創薬
創薬は、以下の二面戦略で進めらている。
1. 過去のSARS、MERS、エボラ出血熱、エイズウイルス (HIV) などのウイルスに有効であった既存の薬剤や、実際のMERSやこのSARS-CoV-2に、試験管レベル (in vitro) で有効な薬剤を網羅的に探索する研究（スクリーニング）などで候補薬剤を探して、転用（適応拡大）する。COVID-19での臨床研究が個々に進める。COVID-19に対する薬剤転用研究を参照。
2. 新技術を頼りに、かつてないスピードでワクチンや抗体医薬その他の新薬を開発する。COVID-19に対する薬剤研究を参照。

日本国内において治験または特定臨床研究が実施されている薬剤は、以下の通りである。以下のリストは、2022年02月28日における資料に基づいている。
承認申請済み
1. アビガン（ファビピラビル）

治験実施中
1. アクテムラ（トシリズマブ〈遺伝子組換え〉）
2. ケブザラ（サリルマブ〈遺伝子組換え〉）
3. オルミエント（バリシチニブ）
4. ビラセプト（ネルフィナビル）
5. ストロメクトール（イベルメクチン）
6. アドレノメデュリン（ADM-L1-01）
7. 製品名未定（サルグラモスチム）
8. 製品名未定（血漿分画製剤）
9. フオイパン（カモスタット）

特定臨床検査実施中
1. オルベスコ（シクレソニド）
2. フサン（ナファモスタット）
3. 特殊環状ペプチド（開発コード:PA-001）[210]

スーパーコンピュータ「富岳」を用いて分子動力学計算を行うことで、既存の医薬品約2,000種の中から、新型コロナウイルスの増殖に関係する標的タンパク質（メインプロテアーゼ）に高い親和性を示す治療薬候補の探索、同定が行われた。
また、スマートフォン向けアプリで新型コロナウイルスに対して有効な物質を探す科学計算をボランティア・コンピューティングによって支援するDreamLabが世界中のユーザーによって使われている。

### 感染症対策の有効性
時差通勤・テレワーク・学級閉鎖・接触率低減・発熱後自宅待機など個々の感染予防策を単独あるいは部分的に複合しても大きな効果は得られないが、複合的な対策した場合は死亡者数や1日当たりの最大の重度入院者数を大きく減少させることが出来る。
日本における新型コロナウイルス感染症対策について、隔離や移動制限などの感染症対策は有効性が高いが、公共衛生関係の対策は大きな効果を示していない。経済支援対策は、統計的に感染症流行の抑制に効果が出ている。

### 予防行動の研究
新型コロナウイルス感染症予防行動の生起には性別や年齢が影響しており、また、不合理な行動には、感染への不安や社会的脅威が影響し、予防行動の少なさには、感染についての受容と予防行動をしないことによる利得が関連していた。

### 感染不安・メンタルヘルスの研究
感染不安、認知や行動は男女差があった一方で地域差はそれほど大きくなかった。また感染不安が、他者に対する嫌悪感と関連し、新しい生活様式といった感染症予防行動を促進していた。
COVID-19が大学生のメンタルヘルスや生活に悪影響を及ぼしたという報告が多く、好影響を及ぼしたという結果を示した文献はほとんど見当たらなかった。

### ワクチン接種の認知
ワクチン接種への考え方において、リスク認知については、他の種々のリスク事象との比較でも危険認知が低く、また利益認知は高く見積もられる傾向が確認された。特に高齢層（60代）やワクチン接種希望者の間でワクチン接種のリスク認知がポジティブになっていることも確認された。
コロナ禍における妊婦は感染を不安に思い、自らの抗体保有の状態を把握したいと考え、免疫獲得を希望していたが、ワクチンに対する不安を抱える妊婦も少なくなく情報提供が必要である。

### 高齢者の症例の研究
高齢者の新型コロナウイルス感染症においては、入院中にリハビリテーションなどで日常生活動作を落とさないことや、退院までの調整を速やかに行うことなど地域社会における包括的な取り組みの構築が課題となっている。